# Metaphycus brevielus
Metaphycus brevielus är en stekelart som beskrevs av Kaul och Agarwal 1986. Metaphycus brevielus ingår i släktet Metaphycus och familjen sköldlussteklar. Inga underarter finns listade i Catalogue of Life.